# Le Renard : Prince des voleurs
Pour les articles homonymes, voir Renard (homonymie) et Artful Dodger.
Production
Diffusion
Le Renard : Prince des voleurs (The Artful Dodger) est une série télévisée australienne créée James McNamara, David Maher et David Taylor. Elle met en scène le Renard, présent dans l’œuvre Oliver Twist de Charles Dickens. La série est diffusée depuis le 29 novembre 2023 sur Disney+.
Le rôle-titre est tenu par Thomas Brodie-Sangster, entouré de David Thewlis dans le rôle de Fagin et de Maia Mitchell qui incarne un personnage inédit nommé Lady Belle Fox. La première saison de huit épisodes est réalisée et produite par Jeffrey Walker. Corrie Chen et Gracie Otto sont également à la réalisation. Une deuxième saison est actuellement en développement.

## Synopsis
Années 1850. Jack Dawkins, ancien chirurgien de la Royal Navy décoré après la guerre de Crimée, est devenu un jeune médecin respecté à Port Victory en Australie, colonie de l'Empire britannique. Mais l'arrivée d'une vieille connaissance, Fagin, le contraint à replonger dans la criminalité. En effet, quelques années plus tôt à Londres, le jeune homme était jadis un pickpocket surnommé « Le Renard » (Artful Dodger en VO). Jack se rapproche par ailleurs de la fille du gouverneur, Lady Belle Fox, qui aspire à devenir chirurgienne. Alors que son passé revient à la surface et que des forces extérieures menacent ses objectifs, Jack va devoir repenser sa vie et affronter de nombreux adversaires, dont le capitaine Lucien Gaines.

## Distribution

### Acteurs principaux
- Thomas Brodie-Sangster (VF : Clément Moreau) : Jack Dawkins dit « Le Renard » (Artful Dodger en VO)
- David Thewlis (VF : Gérard Darier) : Norbert Fagin
- Maia Mitchell (VF : Adeline Chetail) : Lady Belle Fox
- Damon Herriman (VF : Yann Guillemot) : le capitaine Lucien Gaines

### Acteurs récurrents
- Lucy-Rose Leonard : Lady Fanny Fox
- Damien Garvey (en) (VF : Bernard Lanneau) : le gouverneur Edmund Fox
- Susie Porter (VF : Juliette Degenne) : Lady Jane Fox
- Miranda Tapsell (en) : Frances « Red » Scrubbs
- Brigid Zengeni : Rosemary « Rotty » Falkirk
- Tim Minchin (VF : Laurent Maurel) : Darius Cracksworth
- Andrea Demetriades (en) (VF : Alice Taurand) : Marianne Cracksworth
- Albert Latailakepa (VF : Baptiste Marc) : Aputi Savea
- Justin Smith (en) (VF : Serge Faliu) : Tinkler Dunckett
- Jessica De Gouw (VF : Julie Cavanna) : Peggy Gaines
- Nicholas Burton (VF : Valentin Merlet) : Dr Rainsford Sneed
- Vivienne Awosoga (VF : Esthèle Dumand) : Hetty Baggett
- Kim Gyngell (en) : Pr Alistair McGregor
- Huw Higginson (VF : Franck Vincent) : le père Cruikshanks
- Tom Budge (en) (VF : Martin Faliu) : l'honorable Mortimer Smales
- Luke Carroll (en) (VF : Günther Germain) : Tim Billiberliary
- Ezekiel Simat (VF : Vincent Touré) : Edward « Monks » Leeford (en)
- Aljin Abella (en) (VF : Benjamin Bollen) : Bayani « Flashbang » Rivera
- Hal Cumpston (en) : Oliver Twist (en)
- Fayssal Bazzi (en) : le capitaine Sebastian Grimm

 Source et légende : version française (VF) sur RS Doublage

## Production

### Genèse et développement
Le projet est annoncé en 2022,. Les 8 épisodes sont produits par Sony Pictures Television, Curio Pictures et Beach Road Pictures.
La série est créée par David Maher, David Taylo et James McNamara. Ce dernier participe également à l'écriture avec Andrew Knight, Vivienne Walshe et Dan Knight. Également producteur, Jeffrey Walker réalise la série avec Corrie Chenet Gracie Otto.
En novembre 2024, Disney annonce que la série est renouvelée pour une seconde saison, dont le tournage est annoncé pour courant 2025 à Sydney.
Le retour de James McNamara est confirmé pour la saison 2, comme auteur et prdocuteur délégué. D'autres scénaristes comme Kate Mulvany, Dan Knight et Miranda Tapsell rejoignent quant à eux la série. Ben Young et Gracie Otto sont annoncés à la réalisation, avec Jeffrey Walker comme consultant.

### Attribution des rôles
En novembre 2022, David Thewlis, Thomas Brodie-Sangster et Maia Mitchell sont confirmés dans les rôles principaux. Pour les aider à préparer leur rôle, Thomas Brodie-Sangster et Maia Mitchell ont lu des dossiers historiques réels de l'époque et ont fait appel à des experts médicaux.
La série accueille de nombreux acteurs australiens dont Damon Herriman, Miranda Tapsell, Tim Minchin et Susie Porter.

### Tournage
Le tournage de la première saison se déroule à Sydney en Australie. Il dure cinq mois. La production a pu accéder à un ancien hôpital psychiatrique de Sydney, préservé depuis le XIXe siècle, qui a en partie servi de décor. Les prises de vue ont également lieu dans la ferme Elizabeth dans la banlieue ouest de Sydney, au cimetière de Rookwood, Callan Park (en), Botany Bay et à Cape Banks.